# Sarcina
Sarcina é um gênero gram-positivo de cocos, da família Clostridiaceae. Compõem-lhe sintetizadores de celulose microbiana, além de vários membros da microbiota intestinal humana, podendo ser encontrados ainda na pele e no intestino largo. O nome "sarcina" vem do latim, que significa amontoado ou agrupado, devido à disposição cuboide (2x2x2) que tomam.